# Volksrepubliek Roemenië
Volksrepubliek Roemenië of Communistisch Roemenië (1947-1965) was de officiële benaming voor Roemenië tussen 1947 - 1965.
In het voorjaar van 1945 bracht Gheorghe Gheorghiu-Dej (van de Roemeense Werkerspartij) met andere communisten en sympathisanten premier Nicolae Rădescu ten val en bracht hij Petru Groza van het pro-communistische Landbouwersfront aan de macht. In oktober 1945 werd Gheorghe Gheorghiu-Dej tot secretaris-generaal van de Roemeense Communistische Partij (RCP) gekozen. Na 1946 had hij zitting in het staatsplanningscomité.
In december 1947 dwong Gheorghiu-Dej koning Michaël van Roemenië tot aftreden en liet hij de Roemeense Volksrepubliek uitroepen. Sindsdien was hij de machtigste persoon in Roemenië.
Na de dood van Stalin (1953) volgde Gheorghiu-Dej een koers van "nationaalcommunisme" en distantieerde hij zich enigszins van de door Moskou voorgeschreven koers. Het feit dat hij de Roemeense belangen voorop stelde maakte hem redelijk populair in eigen land en economisch gezien bracht hij een zekere voorspoed. Tegelijkertijd breidde hij de macht van de Securitate, de geheime politie, verder uit en liet hij tal van tegenstanders gevangenzetten.
In 1961 verwisselde Gheorghiu-Dej het premierschap voor het voorzitterschap van de Staatsraad (dat wil zeggen het presidentschap). Nadien trad er een zekere dooi in. In 1963 weigerde hij de lijn van Chroesjtsjov te volgen in diens veroordeling van China. Daarnaast breidde hij de diplomatieke betrekkingen met Joegoslavië uit.
In 1965 overleed Gheorghe Gheorghiu-Dej en werd opgevolgd door Chivu Stoica van dezelfde partij, met een door Nicolae Ceaușescu gewijzigde naam, de Roemeense Communistische Partij.
De ideeën van de partij evenals de officiële benaming voor het land veranderden na de dood van Gheorghe Gheorghiu-Dej.
 Albanië ·  Bulgarije ·  Duitse Democratische Republiek ·  Hongarije ·  Polen ·  Roemenië (1947-1965) (1965-1989) ·  Sovjet-Unie ·  Tsjechoslowakije